# Terrae di Marte
Segue una lista delle terrae presenti sulla superficie di Marte. La nomenclatura di Marte è regolata dall'Unione Astronomica Internazionale; la lista contiene solo formazioni esogeologiche ufficialmente riconosciute da tale istituzione.
Le terrae di Marte portano il nome di albedo presenti sulle mappe marziane di Eugène Michel Antoniadi e Giovanni Virginio Schiaparelli che a loro volta si rifacevano a termini della cultura classica greca e romana.
Si conta anche una terra inizialmente battezzata dall'IAU e la cui denominazione è stata poi abrogata.

## Prospetto
| Terra              | Eponimo                                    | Latitudine | Longitudine | Diametro   |
| ------------------ | ------------------------------------------ | ---------- | ----------- | ---------- |
| Aonia Terra        | Aonia                                      | 60,2° S    | 262,95° E   | 3873,48 km |
| Arabia Terra       | Arabia                                     | 21,25° N   | 5,72° E     | 4851,74 km |
| Terra Cimmeria     | Cimmeria                                   | 32,68° S   | 147,75° E   | 5855,87 km |
| Margaritifer Terra | Margaritifer                               | 1,85° S    | 335,08° E   | 2733,22 km |
| Noachis Terra      | Noachis                                    | 50,41° S   | 354,84° E   | 5519,45 km |
| Promethei Terra    | Prometeo - Divinità della mitologia greca. | 64,37° N   | 97° E       | 3244,3 km  |
| Terra Sabaea       | Sabaea                                     | 2,72° N    | 51,3° E     | 4688,44 km |
| Terra Sirenum      | Sirenum                                    | 39,49° S   | 205,85° E   | 3635,18 km |
| Tempe Terra        | Tempe                                      | 38,69° N   | 289,39° E   | 1954,94 km |
| Tyrrhena Terra     | Tyrrhena                                   | 11,9° S    | 88,84° E    | 2470,14 km |
| Xanthe Terra       | Xanthe                                     | 1,6° N     | 311,95° E   | 1867,65 km |

## Nomenclatura abolita
| Terra           | Eponimo   | Latitudine | Longitudine | Diametro | Motivazione |
| --------------- | --------- | ---------- | ----------- | -------- | ----------- |
| Terra Meridiani | Meridiani | 7,12° S    | 4° E        | 1622 km  | Abolita.    |